# Vava'u
Vava´u é a ilha principal do grupo Vava'u, no norte de Tonga. Surge por vezes transcrita como Vavau, e também se denomina ´Uta Vava´u para distinguir a ilha do arquipélago, que tem o mesmo nome (grupo Vava'u). 
A ilha Vava'u é uma plataforma elevada de coral com uma complexa rede de canais, baías e ilhas formando um dos portos naturais mais protegidos do Pacífico. A área total é de 89,74 km², e a altitude máxima é de 204 m. 
A capital é Neiafu (18° 39′ S, 173° 59′ O), situada na costa meridional. É a segunda cidade mais povoada de Tonga, depois da capital do país. Em Neiafu reside o governador da divisão administrativa de Vava'u. A população total da ilha era de 12.238 habitantes no censo de 1996. 

## Ilhas do grupo Vava´u

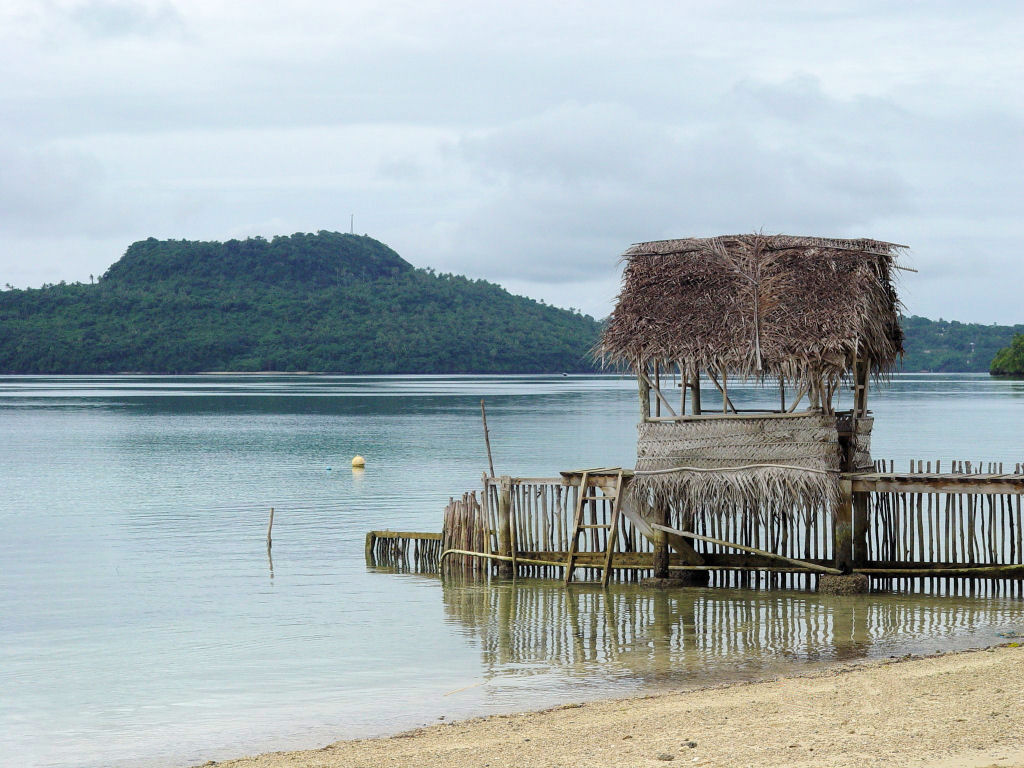
Vista de uma praia em Vava'u

Na Polinésia há um mito que descreve como que as ilhas foram criadas pelo deus Maui, que as "pescou" do fundo do mar com o seu anzol mágico e as deixou flutuando. Os locais de Vava'u dizem que Maui pescou a ilha de arrastando-a. Por isso tem uma grande baía aberta no sul com um longo rasto de ilhéus. No total há cerca de 70 ilhas, das quais 17 estão habitadas, e distribuídas por seis distritos. As mais importantes são: 
| Ilha       | população (1996) | Área (km²) | Densidade | Coordenadas      |
| ---------- | ---------------- | ---------- | --------- | ---------------- |
| Foeata     | 5                | 0,10       |           | 18º43'S 174º08'O |
| Fonualei   |                  |            |           | 18º01'S 174º19'O |
| Hunga      | 347              | 4,69       | 74,0      | 18º41'S 174º07'O |
| Kapa       | 410              | 5,96       | 68,8      | 18º42'S 174º02'O |
| Kenutu     | 1                | 0,43       |           | 18º42'S 173º56'O |
| Koloa      | 321              | 2,25       | 142,7     | 18º39'S 173º56'O |
| Lape       | 21               | 0,39       | 53,8      | 18º43'S 174º05'O |
| Late       |                  |            |           | 18º48'S 174º39'O |
| Lateiki    |                  |            |           | 19º11'S 174º52'O |
| Nuapapu    | 381              | 2,67       | 142,7     | 18º42'S 174º05'O |
| Ofu        | 171              | 1,24       | 137,9     | 18º42'S 173º58'O |
| Okoa       | 228              | 0,34       | 670,6     |                  |
| Olo'ua     | 110              | 0,49       | 224,5     | 18º40'S 173º57'O |
| 'Ovaka     | 103              | 1,29       | 79,8      | 18º45'S 174º06'O |
| Pangaimotu | 835              | 8,86       | 94,2      | 18º39'S 174º00'O |
| Tapana     | 6                | 0,36       |           |                  |
| Taunga     | 77               | 0,36       | 213,9     | 18º45'S 174º01'O |
| 'Utungake  | 457              | 0,93       | 491,4     | 18º40'S 174º01'O |
| Vaka'eitu  | 4                | 0,90       |           | 18º43'S 174º06'O |
| Vava'u     | 12.238           | 89,74      | 136,4     | 18º37'S 174º00'O |
| TOTAL      | 15.715           | 121,00     | 129,9     |                  |

## História
O grupo Vava'u foi descoberto pelo italo-galego Francisco Mourelle em 1781. O seu barco, A Princesa, desviou-se da tradicional rota de Manila e chegou em precárias condições à desabitada Fonualei, onde não pôde desembarcar e baptizou-a como Amargura. Em Vava'u recuperou-se em Porto Refúgio (hoje Puatalefusi). O porto da Ilha Kapa chama-se Port Maurelle em sua honra. Denominou o grupo como Ilhas Mayorga em honra ao vice-rei da Nova Espanha, o barcelonês Martí de Mayorga. 
Em 1787 chegou o francês Jean-François de La Pérouse antes de se perder o seu rasto no Pacífico. Anotou o nome nativo como Vavau. Em 1793 o italo-hispano Alessandro Malaspina passou dez dias na primeira expedição científica espanhola no Pacífico Sul.